# Клан Кріхтон

Герб вождів клану Кріхтон.

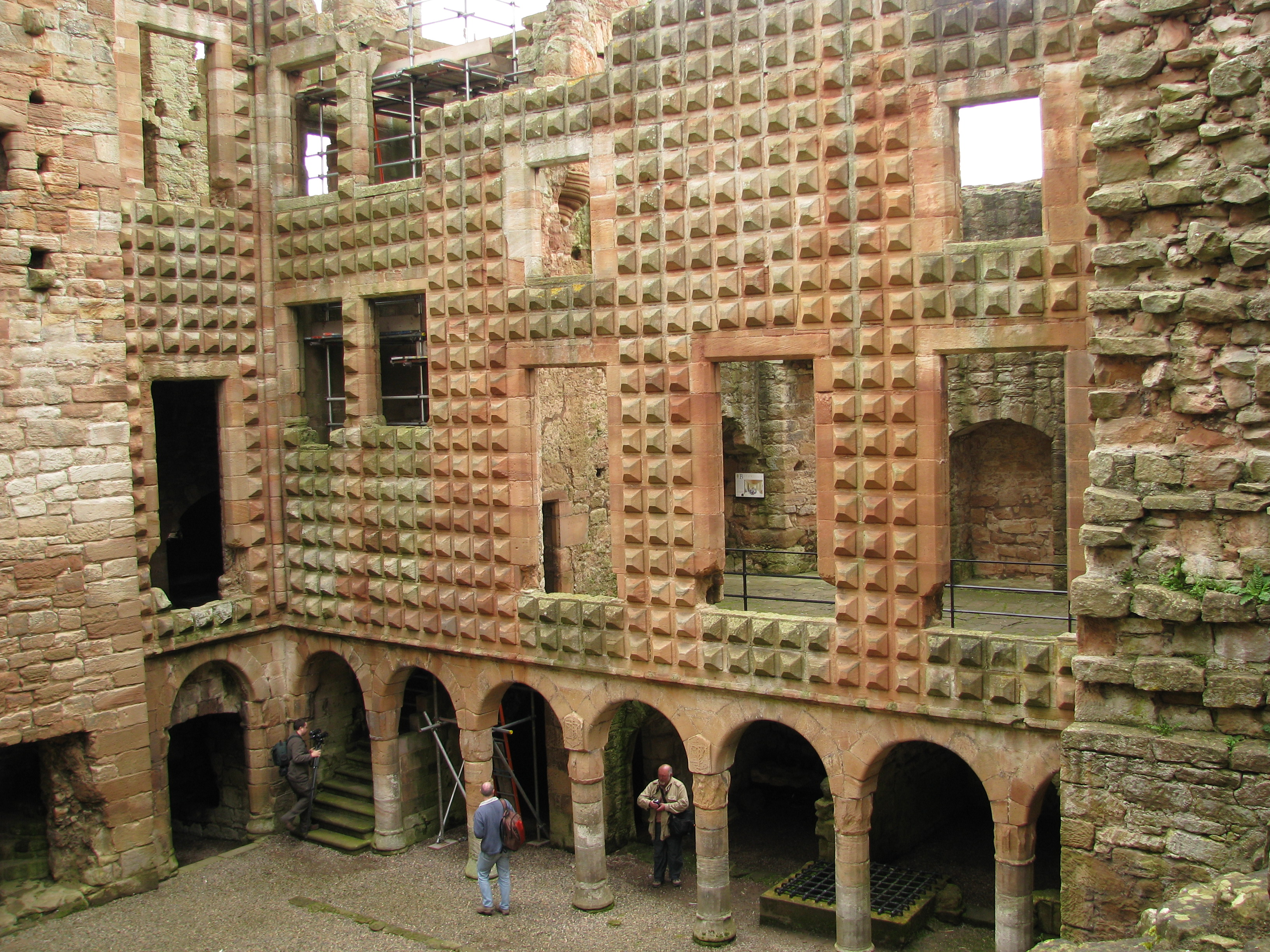
Руїни замку Кріхтон - інтер’єр.

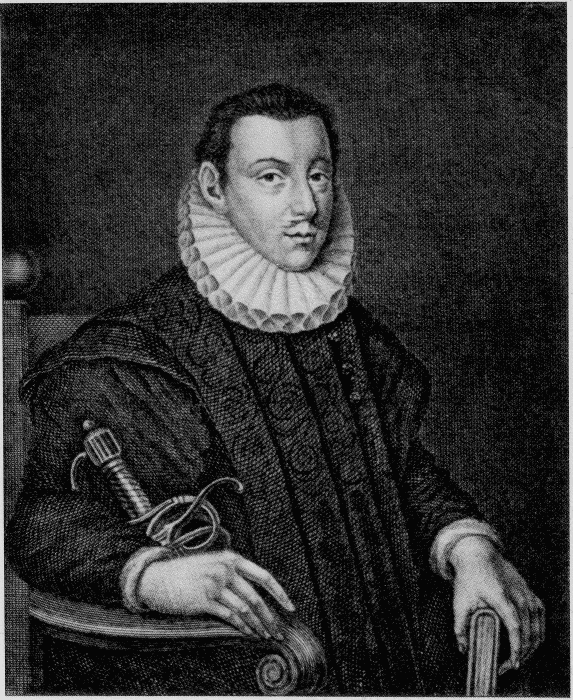
«Надзвичайний Кріхтон» - Джеймс Кріхтон (1560 - 1582).

Клан Кріхтон (шотл. - Clan Crichton) - клан Крайтон - один з кланів рівнинної частини Шотландії - Лоуленду. 
Гасло клану: God send grace - Бог надіслав благодать.
Вождь клану: Девід Майтланд-МакГілл-Кріхтон (шотл. - David Crichton) (нар. 1972)
Резиденція вождя клану: Замок Монзі (шотл. - Monzie Castle) - біля міста Кріфф
Історична резиденція вождя клану: Замок Кріхтон
Ворожі клани: Семпілл, Дуглас, Лівінгстон

## Історія клану Кріхтон

### Походження клану Кріхтон
Клан Кріхтон - давній шотландський клан. Баронство Кріхтон - одне з найдавніших баронств, що виникли біля Единбурга, виникло на землях Крейттон (гельск. - Kreitton) і згадується в королівських грамотах початку XII століття. У 1128 році Турстан Крехтун (гельск. - Thurstan Crechtune) згадується в грамотах короля Шотландії Девіда І як свідок щодо земель Холіруд.  Син Турстана - Томас де Кріхтон фігурує в документі «Рагман Роллс» - васальній присязі, що підписали вожді шотландських кланів у 1296 році королю Англії Едварду І Довгоногому після завоювання Шотландії Англією. Томас де Кріхтон мав три сини. Кожен із них заснував свою гілку клану Кріхтон. Другий син - Вільям де Кріхтон одружився з Ізабеллою де Росс - спадкоємицею баронства Санквахар у Дамфрісширі. 

### XV - XVI століття
У 1464 році сер Роберт Крайтон Санкухар був шерифом округи Дамфріс. З 1468 по 1469 рік він був також на посаді коронера Нітсдейлу. У 1487 році його старший син Роберт Крайтон отримав титул лорд Крайтон Санкухар від короля Шотландії Джеймса III. 
Клан брав активну участь у війнах кланів в період боротьби за владу в Шотландії в часи малолітства короля Джеймса II, намагаючись встановити свій контроль над королівською адміністрацією. 
Інший нащадок Томаса де Крайтона - сер Вільям Крайтон у 1439 році отримав посаду канцлера Шотландії при дворі короля Шотланії Джеймса II. Він був одним з наближених короля Джеймса І. Отримав посаду шерифа та коменданта Единбургу. Несподівана смерть короля Джеймса І від рук змовників у 1437 році відкрила перед Вільямом широкі можливості. Він захопив малолітнього короля і встановив над королем повний контроль. Цим були незадоволені інші клани - зокрема могутній клан Дуглас. Молодий король Джеймс II за допомогою королеви Джоанни втік з Единбургу в Стерлінг під охорону сера Олександра Лівінгстона. Ця подія послужила поштовхом до довгої боротьби між кланами Кріхтон та Лівінгстон за владу. Перед смертю регента країни та короля Арчібальда - V графа Дугласа в 1439 році Вільям Крайтон був призначений канцлером Шотландії.
Тимчасово помирившись з кланом Лівінгстон і поділивши з ним посади королівської адміністрації, Вільям Крайтон був організатором вбивства молодого графа Вільяма Дугласа у 1440 році. Сер Вільям Крайтон був організатором ганебної «Чорної вечері» в замку Единбургу, в якому він був каштеляном. Під час цього дійства вождь клану Дуглас - малолітній граф Дуглас був запрошений на урочистий бенкет з приводу примирення короля і графів Дуглас. Під час урочистого бенкету на стіл принесли голову чорного бика - символ смерті. Потім малолітнього графа Дугласа схопили слуги, звинуватили його у зраді королю і вбили. Клан Дуглас обурився і вирішив помститися. Люди клану Дуглас обложили замок. Сер Вільям Крайтон вирішив, що краще капітулювати і передати замок малолітньому королю. Було оголошено перемир'я. Потім клан Дуглас зробив невдалу спробу замаху на Крайтона. 
У 1444 році вся повнота влади зосередилась в руках клану Лівінгстон, який підтримав клан Дуглас і його новий вождь - новий граф Дуглас. Спроби клану Кріхтон при підтримки королеви Джонанни та єпископа Кеннеді скинути владу кланів Лівінгстон та Дуглас були марними. Але Вільям Крайтон зберіг за собою замок Единбургу і потім пішов на примирення з оточенням корони. Пізніше Вільяму Крайтону дарували титули пера  лорда Крайтона.   
У 1450 році король Яків II взяв владу до своїх рук і відсунув клан Лівінгстон від управління країною. Вільям Крайтон знову отримав посаду канцлера Шотландії. Разом зі своїм двоюрідним братом - Джорджем Крайтоном - адміралом Шотландії Вільям Крайтон став організатором розгрому клану Дуглас, якого він звинуватив у заколоті проти короля. У 1452 році Яків II дарував Джорджу Крайтону титул графа Кейтнесс, а син канцлера - Джеймс отримав титул графа Мореї. Але в 1454 році обидва графи померли і сам канцлер несподівано помер, завершивши тим самим період панування в Шотландії клану Крайтон і період панування в Шотландії дрібної шляхти.
II лорд Крайтон отримав титул барона Френдраут в Банффширі внаслідок шлюбу. III лорд Крайтон став на сторону герцога Олбані під час його повстання проти свого брата - короля Шотландії Джеймса III. Лорд Крайтон очолив гарнізон замку Крайтон і виступив проти короля. Проте повстання були розгромлене і в результаті маєтки клану Крайтон були конфісковані за зраду.
У 1552 році Вільям Крайтон - III лорд Санквхар був убитий в будинку регента Аррана лордом Сампіллом - вождем клану Семпілл. VI лорд Санквхар помер ганебно, будучи звинувачений у причетності до вбивства майстра фехтування, який осліпив Крайтона на одне око за рік до вбивства. 
Джеймс Крайтон - один з найвідоміших чоловіків з клану Крайтон. Він був сином лорда-охоронця Шотландії при королеві Марії І Стюарт та при королю Якові VI. Він ввійшов в історію як «Надзвичайний Крайтон» або «Чудовий Крайтон» завдяки його надзвичайним як розумовим так і фізичним здібностям. Він був відомий як один з найбільш освічених людей свого часу. У віці 20 років він досконало володів 10 мовами і писав цими мовами літературні твори. Він був талановитим фехтувальником. Джеймс Крайтон навчався в університеті Сент-Ендрюс, потім відправився в Париж, де він кинув виклик професорам Парижу, щоб обговорити з ними проблеми будь-якої галузі науки або літератури, і пропонуючи відповісти на його питання будь-якою з 10 мов. Наступного дня він був оголошений переможцем у науковому поєдинку. Герцог Мантуї був вражений його талантами і запросив його на посаду вчителя і наставника свого сина Вінченцо. Але в 1582 році на Крайтона під час карнавалу напали бандити - 6 чоловік.  Майстерність фехтувальника його не підвела - 5 нападників він вбив, але в шостому нападнику він впізнав свого учня і опустив зброю. І був вбитий ударом шпаги в серце.

### XVII століття - громадянська війна
Під час громадянської війни на британських островах вождь клану Кріхтон - Джеймс Крайтон - І віконт Френдраут підтримував роялістів та лідера роялістів Джеймса Грема - І маркіза Монтроз. Джеймс Крайтон був присутній при поразці маркіза Монтроза у битві під Карбісдейл, що також ввійшла в історію як битва під Інверкаррон у 1650 році. Джеймс Крайтон віддав маркізу Монтрозу свого коня,  щоб той зміг втекти, а сам потрапив у полон. 

### Сучасна історія
Сучасні вожді клану Кріхтон, крім того, що вони є прямими нащадками вождів клану Кріхтон, є ще прямими нащадками клану Мейтленд, графів Лодердейл і вождів клану МакГілл. У королівському військово-морськомуй флоті служив капітан Фредерік Мейтленд, що одружився з Маргарет Дік. Бабуся Маргарет Дік був спадкоємицею клану МакГілл Ранкейлор і нащадком Джеймса Крайтона - І віконта Фредраут з клану Кріхтон. Один з їхніх прямих нащадків - Чарльз отримав право на посаду вождя клану Кріхтон, що було визнано судом Лева у 1980 році. 
Люди з розширеного клану Мейтленд-МакГілл-Кріхтон включають відомих офіцерів, багато з яких служили в різних Шотландських полках під час обох світових воєн, таких, як генерал-майор Едвард Мейтленд МакГілл Кріхтон. 

## Замки клану Кріхтон
- Замок Кріхтон (шотл. - Crichton Castle ) - був резиденцією вождя клану Кріхтон у XIV - XV століттях.
- Замок Санквхар (шотл. - Sanquhar Castle) - був побудований кланом Кріхтон у XIII столітті.
- Замок Чорноти (шотл. - Blackness Castle) - був побудований кланом Кріхтон у 1445 році.